# 天神社 (河内長野市)
天神社（てんじんしゃ）は、大阪府河内長野市にある神社。旧滝畑7ヶ村の氏神であった。

## 祭神
- 天照皇大神
- 伊弉諾命
- 伊弉冉命

## 歴史
創建は不詳であるが、1345年（興国6年）の棟札が見つかっており、それ以前のものと考えられる。現在の本殿は江戸時代の元和年間に建立されたものと考えられているが、柱など一部は中世の古材が用いられている。本殿、拝殿の両側の木製灯篭（江戸時代末期 - 明治初期製作と推測）、1460年（長禄4年）の陽鋳銘のある鉄製湯釜は河内長野市指定文化財に指定されている。
滝畑ダムのまわりを通る大阪府道・和歌山県道61号堺かつらぎ線に面したところに大梵天王社と書かれた鳥居がある。拝殿、本殿は小山の上にあり、その鳥居をくぐって相当に急な石段の参道を登らないとならない。小山は木が鬱蒼と茂っており神体山であるとされる。旧名は大梵天王社であったが、現在は天神社で大阪府に宗教法人登録されている。しかし、決して古くない神社の定書や鳥居の表記は、いまだ大梵天王社のままである。

## 文化財
河内長野市指定有形民俗文化財
- 天神社本殿（江戸時代初期の建立） - 昭和51年3月30日指定
- 天神社 鉄製湯釜（室町期の作） - 昭和51年3月30日指定
- 天神社 木製灯籠（江戸から明治期の作） - 平成8年3月26日指定

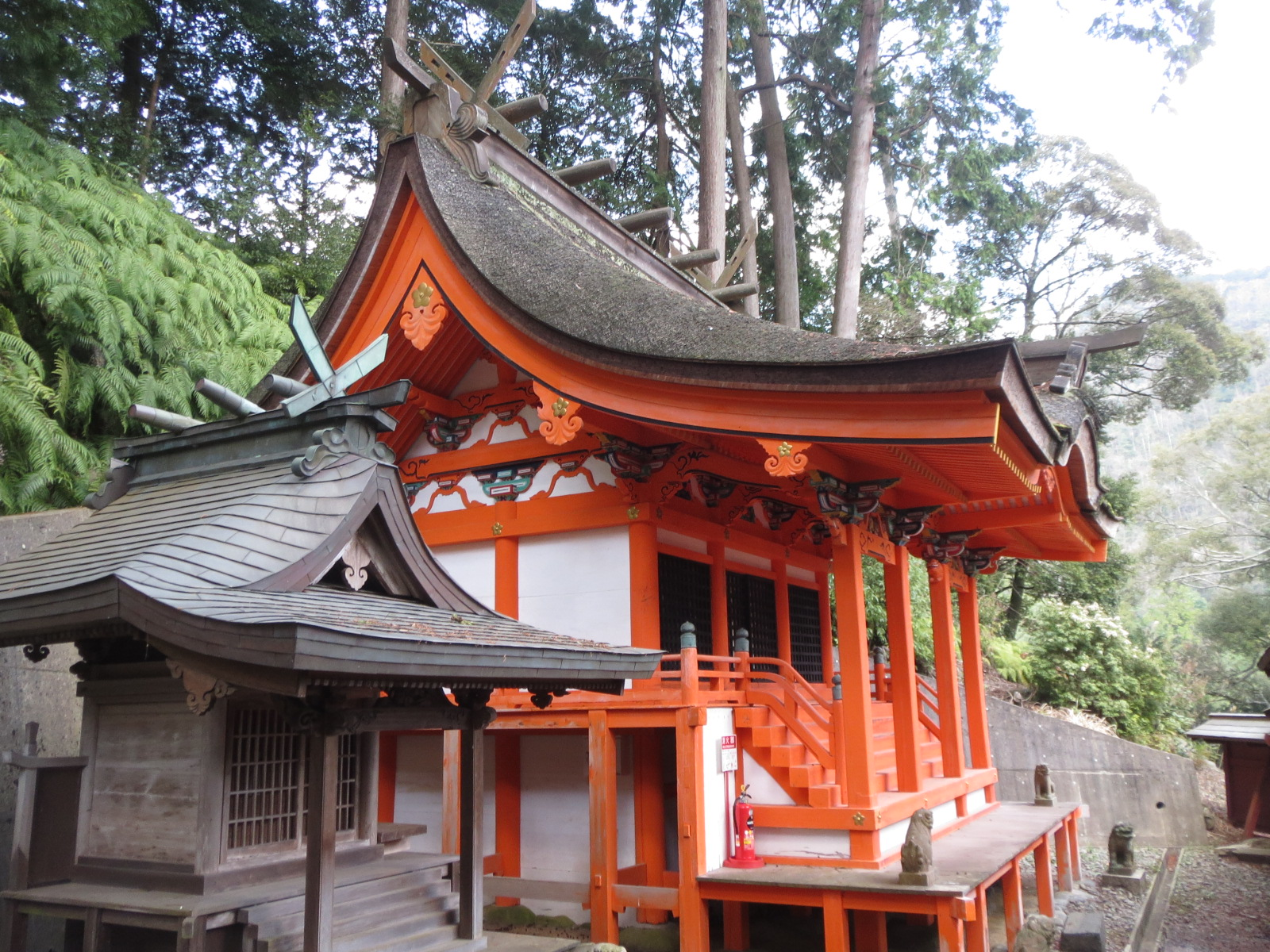
本殿
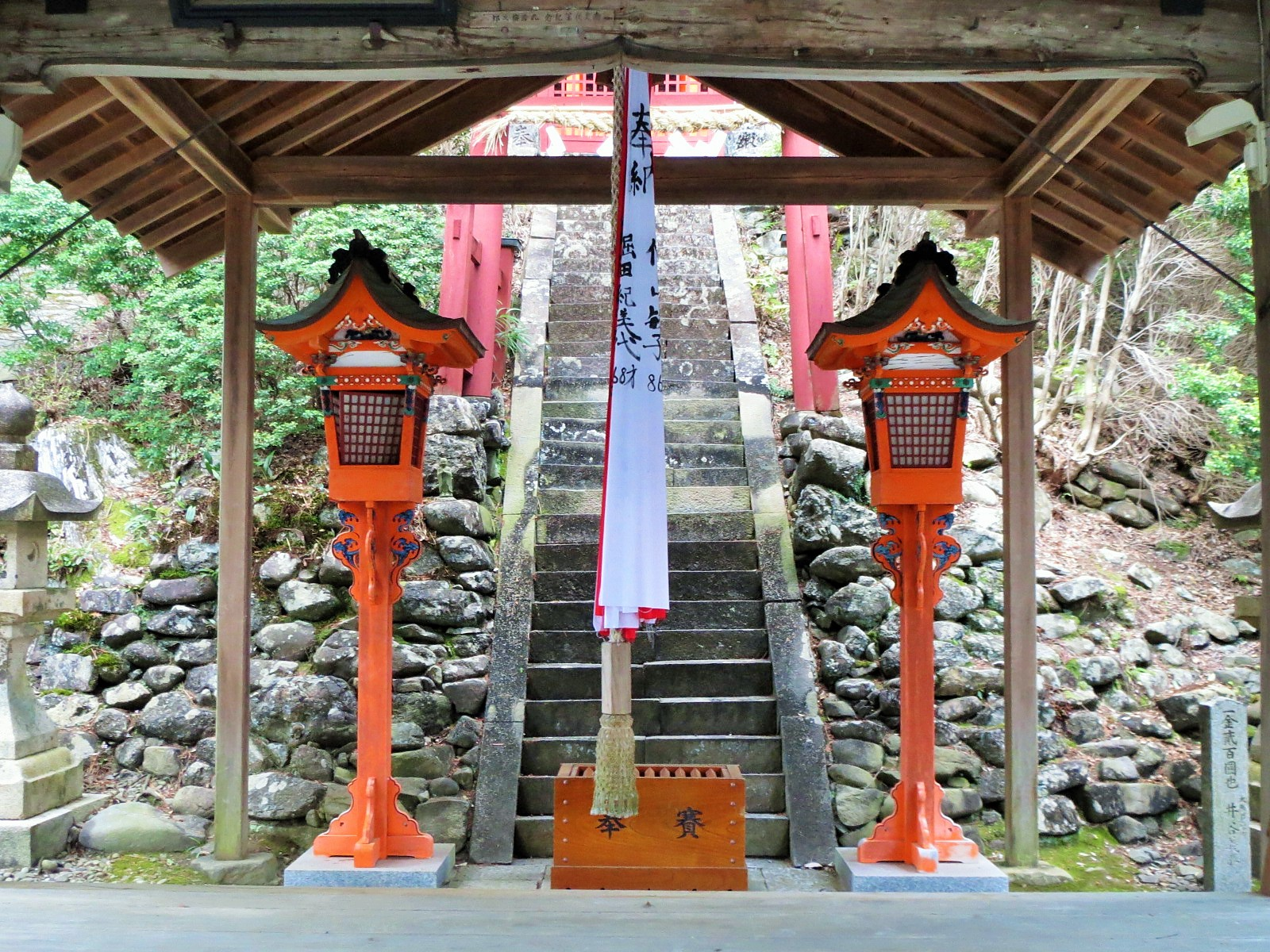
木製灯籠

## 現地情報
所在地
- 大阪府河内長野市滝畑731番地

交通アクセス
- 最寄駅：南海高野線及び近鉄長野線河内長野駅下車後南海バス高向線に乗車し、バス停「滝畑ふるさと文化財の森センター」下車から徒歩約15分（南へ約1km）